# La Ceinture
Singles de Élodie Frégé
Je te dis non
(2004) Si je reste (un peu)
(2006)
Pistes de Le Jeu des 7 erreurs
Fous de rien
La Ceinture est le quatrième single d'Élodie Frégé, sorti en 2006 et le premier de l'album Le Jeu des 7 erreurs. Le vidéoclip, en noir et blanc, a été réalisé par Jaco Van Dormael.

## Liste des titres
CD promotionnel
| No | Titre       | Auteur          | Durée |
| -- | ----------- | --------------- | ----- |
| 1. | La Ceinture | Benjamin Biolay | 3:33  |

## Crédits
- Mixé et masterisé par Dominique Blanc-Francard au Studio Labomatic
- Photographie - Stratis & Beva
- Design - Sexee.fr